# Новий Глібів
Но́вий Глі́бів — село в Україні, у Новоушицькій селищній територіальній громаді Кам'янець-Подільського району Хмельницької області.

## Історія
Засноване 1933 року, як нове поселення.
З 24 серпня 1991 року село входить до складу незалежної України.
До адміністративної реформи 19 липня 2020 року село належало до Новоушицького району.

## Населення
Населення становить 120 осіб.

### Мова
У селі поширені західноподільська говірка та південноподільська говірка, що відносяться до подільського говору, який належить до південно-західного наріччя.
Розподіл населення за рідною мовою за даними перепису 2001 року:
| Мова       | Кількість | Відсоток |
| ---------- | --------- | -------- |
| українська | 118       | 98.34%   |
| російська  | 1         | 0.83%    |
| румунська  | 1         | 0.83%    |
| Усього     | 120       | 100%     |

## Символіка

### Герб
Щит розділено горизонтально навпіл. У верхній частині на золотистому фоні розміщено три яблуневі квітки — символ садків, що розміщено в селі та навколо нього. У нижній частині на зеленому фоні — сніп колосся перев'язаний золотистою стрічкою, що символізує зайнятість хліборобством та багатство жителів.

### Прапор
Прямокутне полотнище складається з двох частин. Верхня половина прапора жовтого кольору, нижня — зеленого кольору. У лівій частині розміщено три яблуневі квітки — символ садків, що розміщено в селі та навколо нього.